# ISO 3166-2:UA

Ukrajinské administrativní oblasti

Kódy ISO 3166-2 pro Ukrajinu identifikují 24 oblastí, 2 města a 1 autonomní republiku (stav v roce 2015). První část (UA) je mezinárodní kód pro Ukrajinu, druhá část sestává ze dvou čísel identifikujících oblast.

## Seznam kódů
```
UA-05 Vinnycká oblast
UA-07 Volyňská oblast
UA-09 Luhanská oblast
UA-12 Dněpropetrovská oblast
UA-14 Doněcká oblast
UA-18 Žytomyrská oblast
UA-21 Zakarpatská oblast
UA-23 Záporožská oblast
UA-26 Ivanofrankivská oblast
UA-30 město Kyjev
UA-32 Kyjevská oblast
UA-35 Kirovohradská oblast
UA-40 město Sevastopol
UA-43 autonomní republika Krym
UA-46 Lvovská oblast
UA-48 Mykolajivská oblast
UA-51 Oděská oblast
UA-53 Poltavská oblast
UA-56 Rovenská oblast
UA-59 Sumská oblast
UA-61 Ternopilská oblast
UA-63 Charkovská oblast
UA-65 Chersonská oblast
UA-68 Chmelnycká oblast
UA-71 Čerkaská oblast
UA-74 Černihivská oblast
UA-77 Černovická oblast
```